# 4-PPBP
4-PPBP je molekul koji se vezuje za sigma receptore. Eksperimentalni rezultati ukazuju da PPBP redukuje ćelijsku smrt in vitro putem mehanizma koji je zavistan od zaštitnih gena kao što je bcl-2.